# Галка (Роменский район)
Галка (укр. Галка) — село,
Галковский сельский совет,
Роменский район,
Сумская область,
Украина.
Код КОАТУУ — 5924184101. Население по переписи 2001 года составляло 525 человек .
Является административным центром Галковского сельского совета, в который, кроме того, входит село
Плужниково.

## Географическое положение
Село Галка находится на левом берегу реки Ромен,
выше по течению на расстоянии в 1,5 км расположено село Коренецкое (Талалаевский район) Черниговской области,
ниже по течению на расстоянии в 1 км расположено село Ведмежье,
на противоположном берегу — село Посад.
По селу протекает пересыхающий ручей с запрудой.

## История
- Село Галка известно с конца XVIII века.
- Неподалёку от села Галка обнаружено древнерусское городище и курганный могильник.
- В ХІХ столетии село Галка было в составе Велико-Бубновской волости Роменского уезда Киевской губернии. В селе была Георгиевская церковь. Священнослужители Георгиевской церкви[2]:
  - 1842-1854 - священник Никифор Петрович Галковский

## Экономика
- Молочно-товарная ферма (разрушена).
- «Дента-Люкс», ООО.

## Объекты социальной сферы
- Школа І–ІІ ст.
- Фельдшерско-акушерский пункт.